# Pro GmbH
Die Pro GmbH war eine 1979 von Alfred Biolek und Andreas Lichter gegründete deutsche Fernsehproduktionsfirma, die im Unterhaltungsbereich tätig war. Sie ging 2010 in die Insolvenz.
Zu ihren bekanntesten Produktionen gehörten Bio’s Bahnhof und Mord mit Aussicht.
Der Geschäftszweck war die Entwicklung und Herstellung von Produktionen für Theater und Fernsehen. Die Produktionen deckten unter anderem die Bereiche Show, Serie, Sitcom, Fernsehfilm, Dokumentation und Reportagen sowie Comedy und Kabarett ab. Darüber hinaus war die Pro GmbH für das Künstlermanagement von Alfred Biolek, Dirk Bach und Ralph Morgenstern verantwortlich. 1987 war Dirk Bach als Mitgesellschafter in das Unternehmen eingestiegen.
2000 wurde die Tochtergesellschaft pro in space GmbH für die Aktivitäten der Pro GmbH auf dem Sektor der neuen Medien gegründet. Seit Februar 2010 ist pro in space eigenständig. Außerdem entstand seit 2003 eine Abteilung für Dokumentationen und Reportagen mit Sitz in Berlin.
1996 gründete die Pro GmbH gemeinsam mit dem ZAK-Team um Moderator Friedrich Küppersbusch die Probono Fernsehproduktion.
2007 stieg die Senator Entertainment AG als Mehrheitsgesellschafter in die Pro GmbH ein.
Im März 2010 meldete die Firma Insolvenz an. Die Gründe dafür sind bis heute nicht bekannt. Der Bereich Non-Fiktion, insbesondere der Bereich Dokumentationen und Reportagen, wurde von der neu gegründeten Berliner Firma „Februar Film GmbH“ wieder aufgebaut und fortgeführt; Eine weitere Neugründung, die „Pro TV Produktion GmbH“ unter dem früheren Geschäftsführer Andreas Lichter, führte insbesondere den Bereich TV-Show-Formate weiter. Im Mai 2013 wurde der Geschäftsführer Andreas Lichter von Uli Wilkes, dem Geschäftsführer der pro in space GmbH, und Jürgen Brandt abgelöst.

## Produktionen (Auswahl) und Erstausstrahlung
- Bio’s Bahnhof, 1978
- Bei Bio, 1983
- Küchenlatein, 1983
- Show Bühne, 1983
- Mensch Meier, 1985
- Edgar, 1987
- Mitternachtsspitzen, 1988
- Hurra Deutschland, 1989
- Boulevard Bio, 1991
- alfredissimo!, 1994
- Klatschmohn, 1994
- Kaffeeklatsch, 1995
- Lukas, 1996
- Amado & Antwerpes, 1998
- Blond am Freitag, 2001
- Der kleine Mönch, 2002
- Der Elefant – Mord verjährt nie, 2002

- Menschen bei Maischberger, 2003
- Das Beste aus meinem Leben, 2006
- NightWash
- Mord mit Aussicht, 2008
- Wissen vor acht – Zukunft, 2011
- Nicht tot zu kriegen 2017
- Die Zukunftsmacher 2017
- Der Thronfolger 2018
- Gaby Köster – Meine verrückte Bucket List, 2022